# 逆転Winner
「逆転Winner」（ぎゃくてんウィナー）は、ジャニーズWESTの5枚目のシングル。2016年4月20日にジャニーズ・エンタテイメントから発売。

## 概要
- 前作「バリ ハピ」から約9か月ぶりのシングルとなる。

- 初回盤A・B、通常盤の3種での発売となり、それぞれ収録内容・ジャケット写真ともに異なる。

- 表題曲は、読売テレビ・日本テレビ系アニメ『逆転裁判 〜その「真実」、異議あり!〜』のオープニングテーマ及び朝日放送『ビーバップ!ハイヒール』2016年5～6月期のエンディングテーマである。

- また、全形態に収録されているカップリング曲「100％ I Love You」は、メンバー出演 テレビ東京系『リトルトーキョーライフ』のエンディングテーマである。

- 初回盤A・Bには、オリジナル・カラオケ2曲を収録。

- 初回盤Aには、表題曲のMusic Clip -Cool Ver.- & Makingを収録。

- 初回盤Bには、表題曲のMusic Clip -Story Ver.- & Makingを収録。

- 通常盤には、カップリング曲「King of Chance」「KIZUNA」を収録。

## 封入特典

### 初回盤A・B
1. 2面4Pジャケット ※初回盤Aのみ、A-1 Picturesオリジナルイラスト仕様

### 通常盤
1. 3面6Pジャケット

## チャート成績
- 2016年5月2日付のオリコン週間CDシングルランキングで初週11.5万枚を売り上げ、初登場1位を獲得し、通算4作目の首位となった。[3]また、今作はアニメタイアップ作品となったために、前作超えを達成すると共に、同グループとしては、デビュー以来初めてアニメ部門も制覇する形となり、ビルボードのHot Animationにおいても、同グループとしては初めて1位を獲得した。[4]

- オリコンにおける登場回数は13回で、[5]累計は12.9万枚となった。[6]

## 収録曲

### CD

#### 通常盤
1. 逆転Winner
作詞：松井五郎、作曲：岩崎貴文、編曲：CHOKKAKU
  - 読売テレビ・A-1 Pictures制作 日本テレビ系アニメ『逆転裁判 〜その「真実」、異議あり!〜』オープニングテーマ
  - 朝日放送『ビーバップ!ハイヒール』2016年5～6月期エンディングテーマ
2. 100％ I Love You
作詞：YHANAEL/MiNE、作曲：川口進/MiNE/Craig McKenzie、編曲：鈴木雅也
  - テレビ東京系「リトルトーキョーライフ」エンディングテーマ
3. King of Chance
作曲：Nicklas Eklund/Kevin Borg/Hanif Sabzevari、編曲：Nicklas Eklund
4. KIZUNA
作詞：Takuya Harada、作曲：Takuya Harada/川口進、編曲：船山基紀

#### 初回限定盤A/B
1. 逆転Winner
2. 100％ I Love You
3. 逆転Winner（オリジナル・カラオケ）
4. 100％ I Love You（オリジナル・カラオケ）

### DVD

#### 初回限定盤A
1. 「逆転Winner」Music Clip -Cool Ver.- & Making

### 初回限定盤B
1. 「逆転Winner」Music Clip -Story Ver.- & Making

## テレビ出演
逆転Winner
- 『ザ少年倶楽部』（2016年5月11日、NHK BSプレミアム）
テレビ初披露

100％ I Love You
- 『ザ少年倶楽部』（2017年10月13日、NHK BSプレミアム）
重岡が「モモコのOH!ソレ!み〜よ!」の収録の為、6人で披露

KIZUNA
- 『ザ少年倶楽部』（2017年2月1日、NHK BSプレミアム）
テレビ初披露
- 『ザ少年倶楽部』（2018年2月9日、NHK BSプレミアム）
重岡が「モモコのOH!ソレ!み〜よ!」の収録の為、6人で披露